# La casa senza tempo (romanzo)
La casa senza tempo (The House That Stood Still) è un romanzo di fantascienza del 1950 dello scrittore canadese naturalizzato statunitense A. E. van Vogt.

## Storia editoriale
Fu pubblicato per la prima volta nel 1950 da Greenberg, una edizione riveduta fu pubblicata nel 1960 con il titolo The Mating Cry e nel 1976 con il titolo The Undercover Aliens.
La prima traduzione in italiano, di Sugden Di Jorio, fu pubblicata dalla Arnoldo Mondadori Editore nella collana Urania, nel 1953 nel volume n. 24 e nel 1966 nel volume n. 420, infine nel 1979 nel volume n. 15 della collana Millemondi intitolato Millemondiestate 1979: Tre romanzi completi di Alfred E. Van Vogt.
Una traduzione in italiano di Gianluigi Zuddas fu pubblicata nel 1981 dalla Libra Editrice nel volume n. 58 della collana I Classici della Fantascienza, una traduzione i Daniela Galdo è stata pubblicata nel 1989 dalla Fanucci Editore nel volume n. 3 della collana Biblioteca di Fantascienza.

## Trama
Una casa, costruita attorno all'astronave di un antichissimo visitatore della Terra, dona l'immortalità al gruppo di persone che ne conosce il segreto. 
La storia ruota attorno alla lotta sanguinosa tra due fazioni degli immortali: quelli che vogliono rifugiarsi su Marte con l'astronave prima che l'inevitabile guerra atomica, sulla Terra, li faccia a pezzi e i pochi - tra i quali la bellissima eroina - che vogliono restare e cercare di fermare la guerra con i loro poteri superumani.
Allison Stephens, agente immobiliare per il più ricco degli immortali, decide di impedire la guerra, proteggere il segreto dell'antica casa a beneficio di tutta l'umanità e conquistare la ragazza; alla fine, nonostante ogni sorta di ostacoli che gli immortali della fazione avversa pongono sulla sua strada, ha successo e ottiene l'amore e l'immortalità.

## Critica
Damon Knight
ha recensito favorevolmente il romanzo, osservando che "Insolitamente [per van Vogt], tutti i fili di questa storia sono stati legati in modo soddisfacente e la suspense è mantenuta ad alto livello".
Secondo Groff Conklin il testo originale è "Un'opera commerciale che non sviluppa l'energia necessaria per andare avanti" e “una storia poliziesca ... costretta in uno stampo fantascientifico” con “un eroe alla Erle Stanley Gardner” come protagonista; ha inoltre affermato che “Il libro è leggibile” ma lo ha criticato per la scarsità di "idee, immaginazione [e] scopo".
Forrest J Ackerman ha affermato che il romanzo "si allontana considerevolmente" dal precedente lavoro di van Vogt.
Il recensore del The New York Times, Fletcher Pratt ha trovato House "una delle storie di fantascienza più originali, se non una delle più solide," sottolineando che "è anche spesso impossibile capire con precisione cosa sta succedendo".